# 아세탈
아세탈(영어: acetal)은 R2C(OR')2 의 작용기를 갖는 구조를 뜻한다. R은 다른 탄소 골격 혹은 수소일 수 있으나 R'은 수소일 수 없다. R'이 동일한 경우 대칭 아세탈(symmetric acetal)이라 칭하며 그렇지 않은 경우에는 비대칭 아세탈(asymmetric acetal)이라 한다. 아세탈의 중심 탄소의 유기화학적 산화수는 알데하이드, 케톤과 일치하지만 유사한 구조의 다른 카보닐 화합물과는 반응성과 안정성 면에서 상이한 모습을 보여준다.
케탈(영어: ketal)은 아세탈의 일종으로 R이 수소가 아닌 작용기로만 이루어진 경우에 사용한다. 과거에는 알데하이드로부터 유도된 경우를 아세탈, 케톤으로부터 유도된 경우를 케탈이라 칭하였으나 현재는 그 구분을 두지 않고 혼용한다.
아세탈의 구조에서 R'이 수소인 경우에는 또 다른 작용기로 구분된다. R'이 하나만 수소인 경우에는 헤미아세탈(hemiacetal)이라 칭하며 R'이 둘 다 수소인 경우에는 수화물(hydrate) 혹은 알데하이드 수화물라고 명명한다. 중심 탄소와 직접 붙어있는 R이 다른 산소인 경우에는(즉, 중심 탄소에 3개의 산소가 붙어있는 경우에는) 오쏘에스터(orthoester) 라고 칭한다.

## 아세탈화 (acetalation)

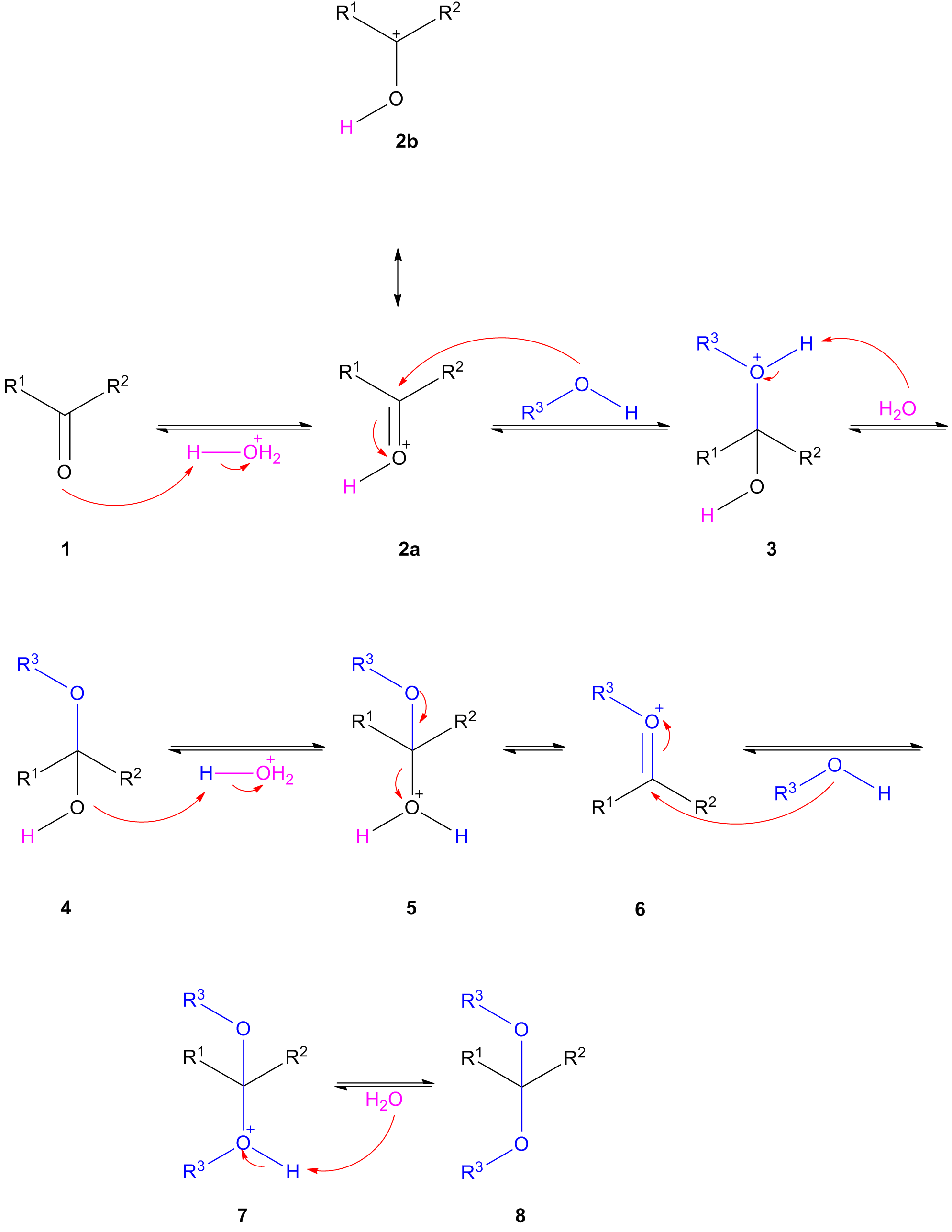
아세탈화 반응

아세탈화는 유기반응에서 케톤 혹은 알데하이드의 친핵체 첨가반응을 수행할 때, 원치 않는 부분이 반응하는 것을 막아주는 보호기(protecting group)으로 자주 이용된다. 아세탈화는 산성 조건에서 알코올(R'OH)를 사용해 유도할 수 있다. 다음은 아세탈화 반응의 개형이다.

## 예시
- 메틸알(Dimethoxymethane)
- 디옥솔란(Dioxolane)
- 메타알데하이드(metaldehyde)
- 파라알데하이드(paraldehyde)
- 1,3,5-트라이옥세인(1,3,5-Trioxane)
- 폴리아세탈

## 같이 보기
- 오쏘에스터